# Albatrellus flettii
Albatrellus flettii är en svampart som beskrevs av Morse ex Pouzar 1972. Albatrellus flettii ingår i släktet Albatrellus och familjen Albatrellaceae.   Inga underarter finns listade i Catalogue of Life.